# Elaphria
Elaphria är ett släkte av fjärilar som beskrevs av Jacob Hübner 1818. Elaphria ingår i familjen nattflyn.

## Dottertaxa tillElaphria, i alfabetisk ordning[1][2]
- Elaphria acaste
- Elaphria aduncula
- Elaphria agrotina
- Elaphria agyra
- Elaphria albicostata
- Elaphria albiviata
- Elaphria albovariegata
- Elaphria algama
- Elaphria andersoni
- Elaphria antica
- Elaphria aphronistes
- Elaphria apicalis
- Elaphria arna
- Elaphria arnoides
- Elaphria atrisecta
- Elaphria atrisigna
- Elaphria atristrigata
- Elaphria barbarossa
- Elaphria basistigma
- Elaphria bastula
- Elaphria bertha
- Elaphria bogotana
- Elaphria cadema
- Elaphria callopistrica
- Elaphria castrensis
- Elaphria castronis
- Elaphria cenicienta
- Elaphria cephalica
- Elaphria chalcedonia
- Elaphria chionopis
- Elaphria chlorozona
- Elaphria clara
- Elaphria cohaerens
- Elaphria commacosta
- Elaphria concisa
- Elaphria conjugata
- Elaphria convexa
- Elaphria costagna
- Elaphria costipuncta
- Elaphria cuprescens
- Elaphria darpa
- Elaphria delenifica
- Elaphria deliriosa
- Elaphria deliriosella
- Elaphria deliriosula
- Elaphria deltoides
- Elaphria detrecta
- Elaphria devara
- Elaphria discisigma
- Elaphria ditrigona
- Elaphria editha
- Elaphria encantada
- Elaphria ensina
- Elaphria exesa
- Elaphria expuncta
- Elaphria festivoides
- Elaphria fissistigma
- Elaphria flaviorbis
- Elaphria floridana
- Elaphria fuscimacula
- Elaphria georgei
- Elaphria goyensis
- Elaphria grata
- Elaphria guttula
- Elaphria haemassa
- Elaphria harudes
- Elaphria hemileuca
- Elaphria hemipolia
- Elaphria hybnerana
- Elaphria hypophaea
- Elaphria hyposcota
- Elaphria insipida
- Elaphria interstriata
- Elaphria ipsidomo
- Elaphria irresoluta
- Elaphria isse
- Elaphria ixion
- Elaphria jalapensis
- Elaphria jonea
- Elaphria langia
- Elaphria lentilinea
- Elaphria leucomela
- Elaphria leucostigma
- Elaphria ligata
- Elaphria lithodia
- Elaphria lithotela
- Elaphria malaca
- Elaphria marmorata
- Elaphria mastera
- Elaphria medioclara
- Elaphria melanodonta
- Elaphria mesoleuca
- Elaphria mesomela
- Elaphria micromma
- Elaphria miochroa
- Elaphria monyma
- Elaphria mutata
- Elaphria nephrosticta
- Elaphria niveiplaga
- Elaphria niveopis
- Elaphria nucicolora
- Elaphria obliquirena
- Elaphria olivescens
- Elaphria optata
- Elaphria orbiculata
- Elaphria orina
- Elaphria paginata
- Elaphria pallescens
- Elaphria pectinata
- Elaphria perigiana
- Elaphria peruana
- Elaphria phaeopera
- Elaphria phaeoplaga
- Elaphria phalega
- Elaphria phlegyas
- Elaphria plectilis
- Elaphria poliotis
- Elaphria polyporia
- Elaphria polysticta
- Elaphria proleuca
- Elaphria promiscua
- Elaphria pulchra
- Elaphria pulida
- Elaphria punctula
- Elaphria purpusi
- Elaphria rasilis
- Elaphria regressa
- Elaphria renipes
- Elaphria repanda
- Elaphria rubripicta
- Elaphria rubrisecta
- Elaphria sanctanna
- Elaphria semirufa
- Elaphria statiuncula
- Elaphria stelligera
- Elaphria stenelea
- Elaphria stenonephra
- Elaphria streptisema
- Elaphria stygiata
- Elaphria subobliqua
- Elaphria subrubens
- Elaphria subusta
- Elaphria targa
- Elaphria tenebrosa
- Elaphria teniufascia
- Elaphria thionaris
- Elaphria thoracica
- Elaphria tracta
- Elaphria trapezoides
- Elaphria trientiplaga
- Elaphria trifissa
- Elaphria trolia
- Elaphria unisignata
- Elaphria varia
- Elaphria venustula, Mindre glansfly
- Elaphria versicolor
- Elaphria villicosta
- Elaphria vincta
- Elaphria virescens
- Elaphria vittata
- Elaphria vittifera

## Bildgalleri

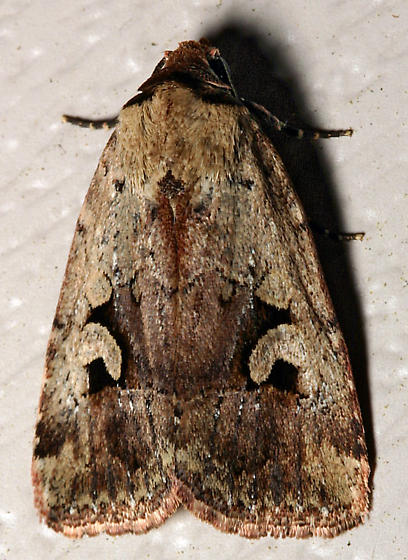
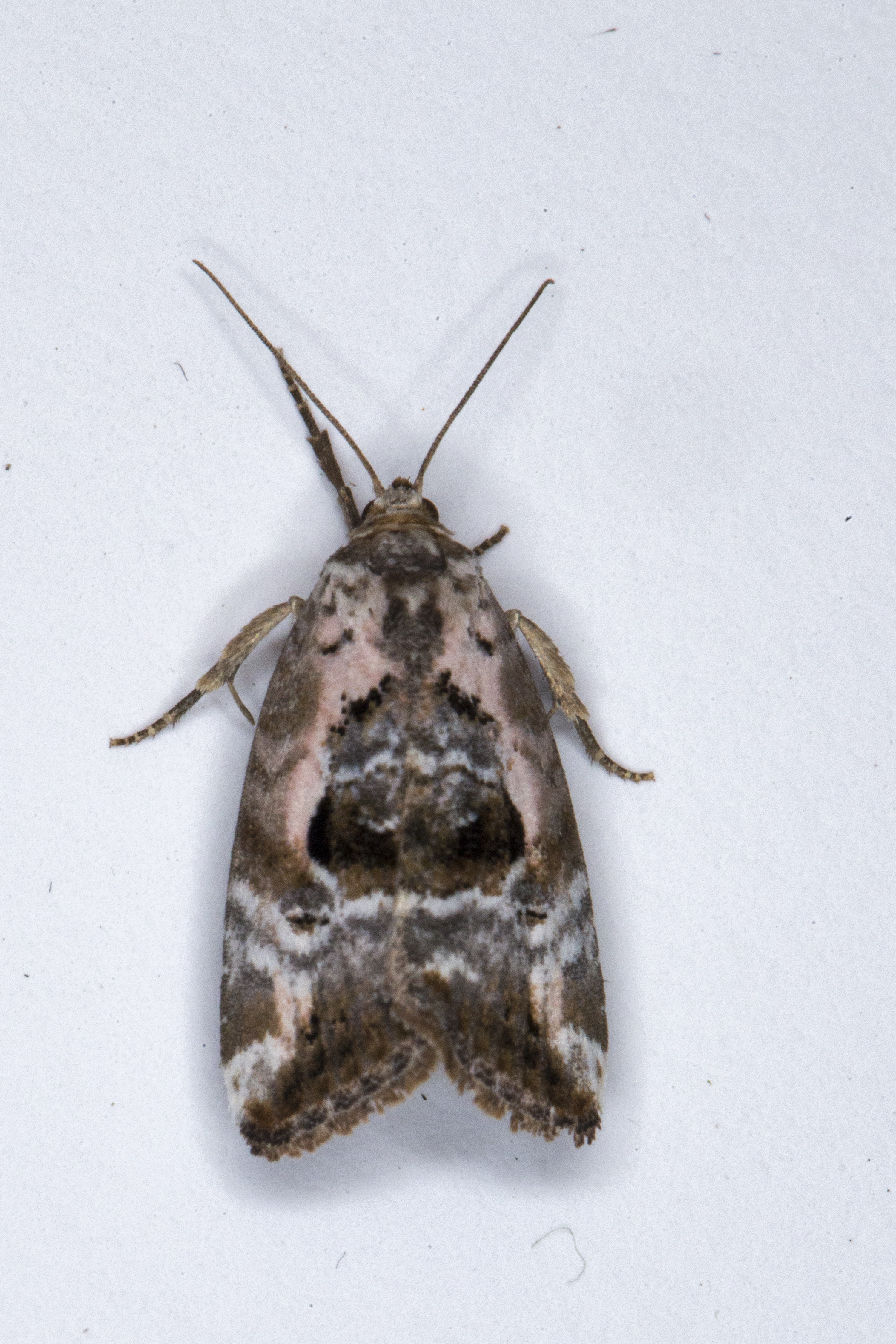
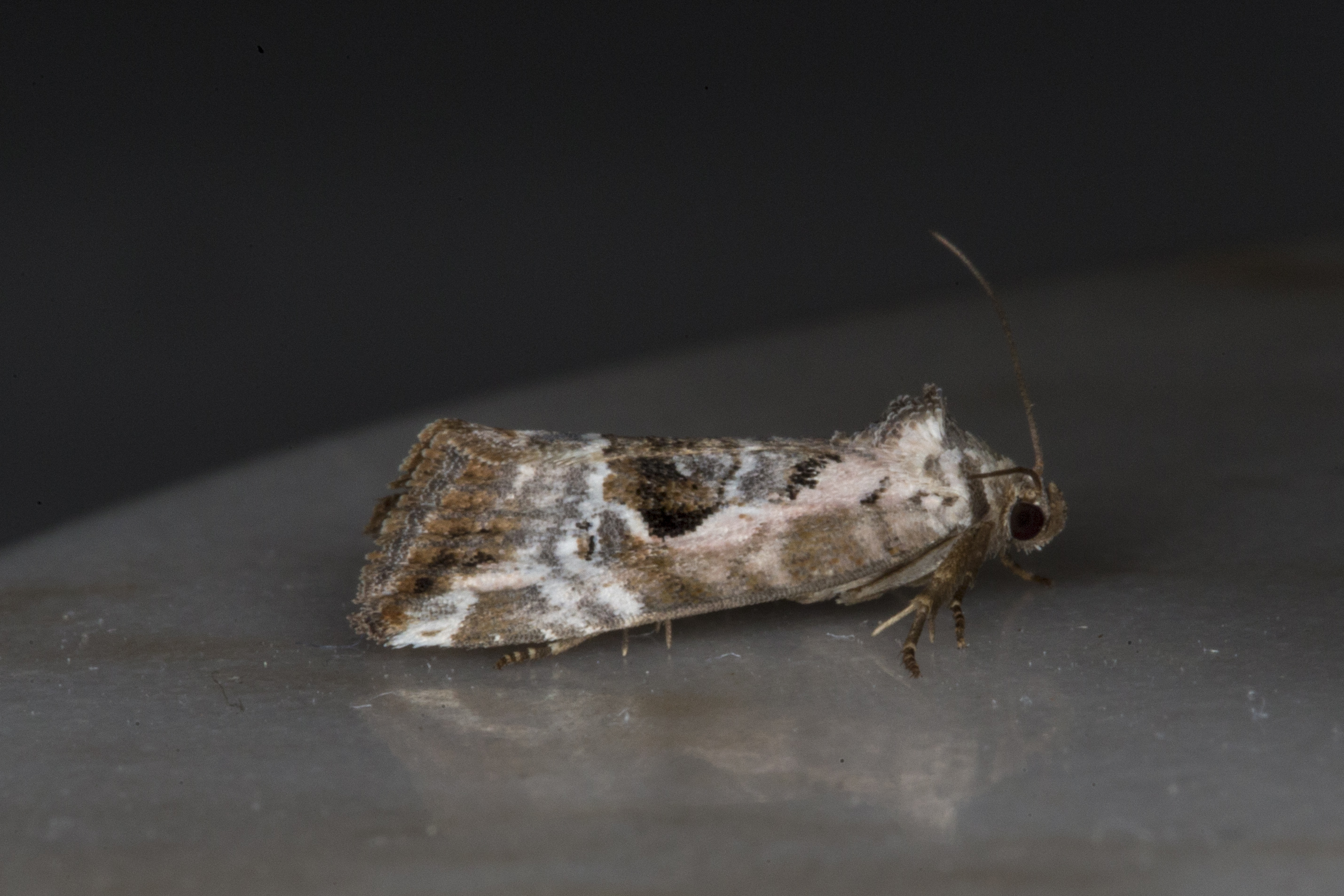
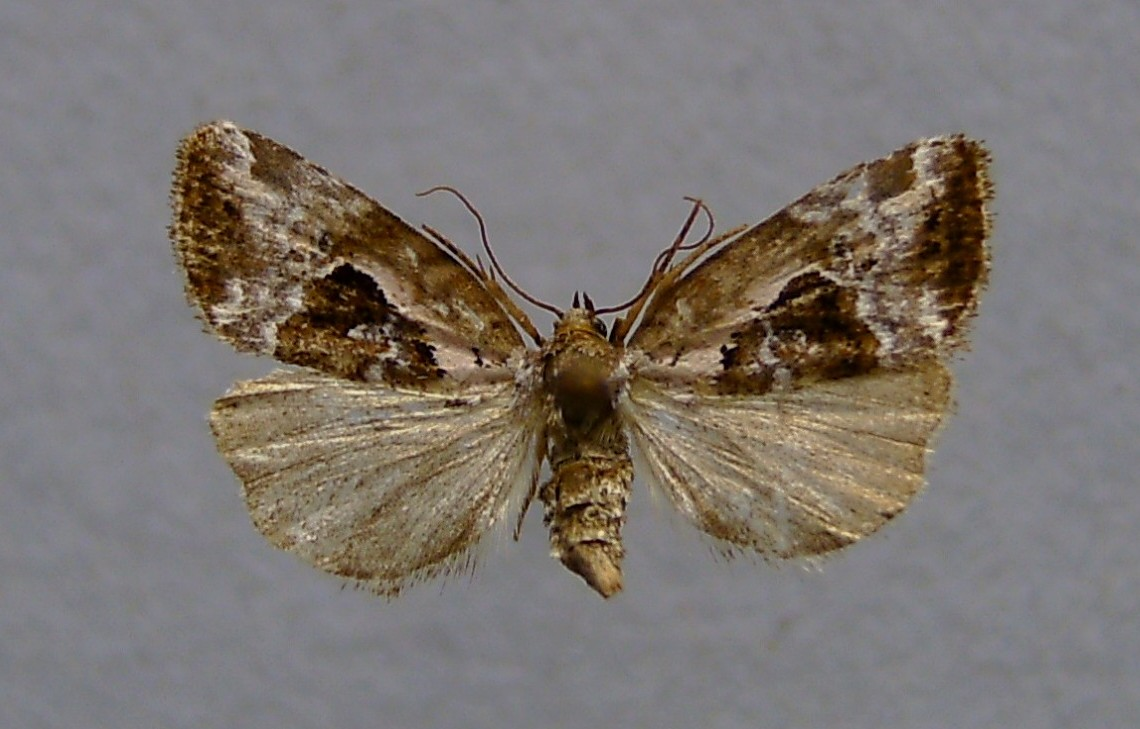
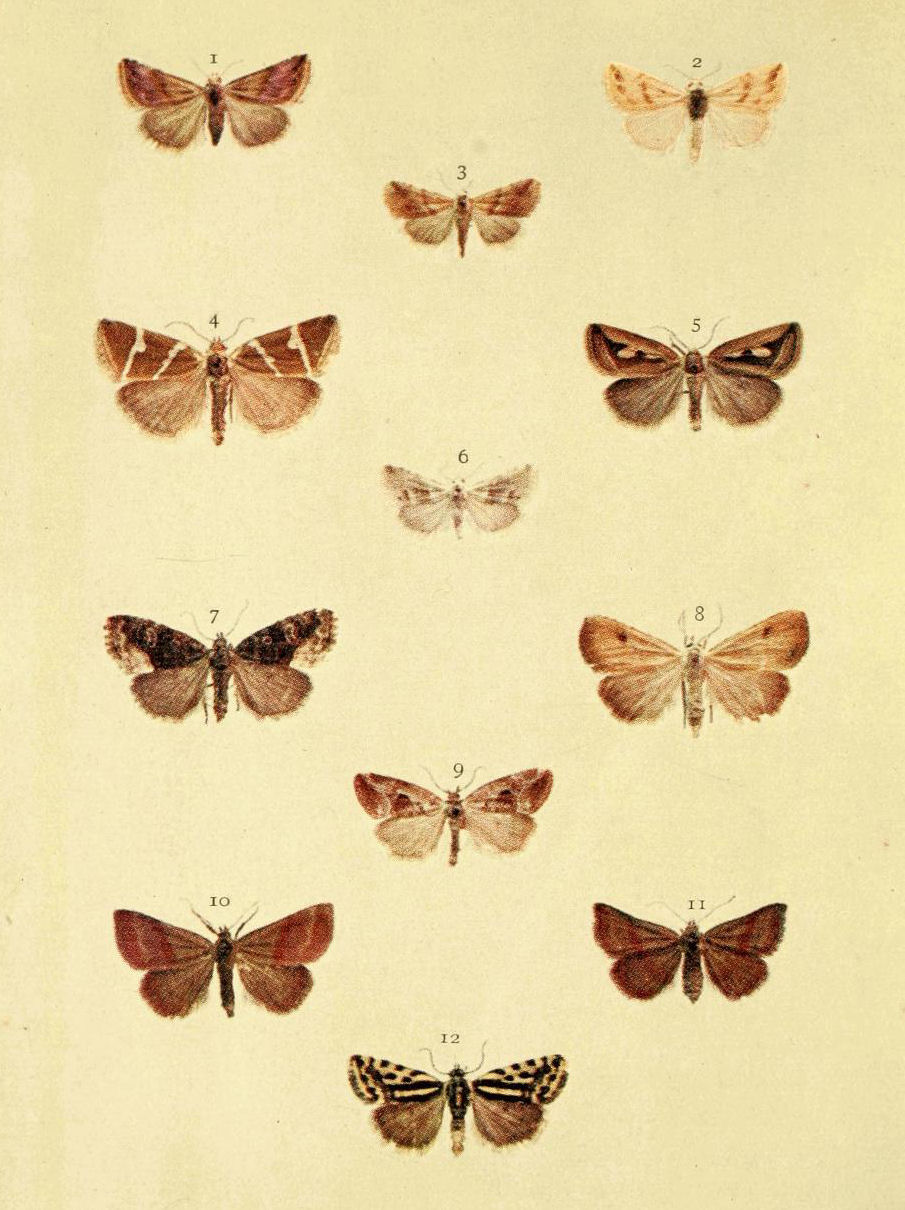
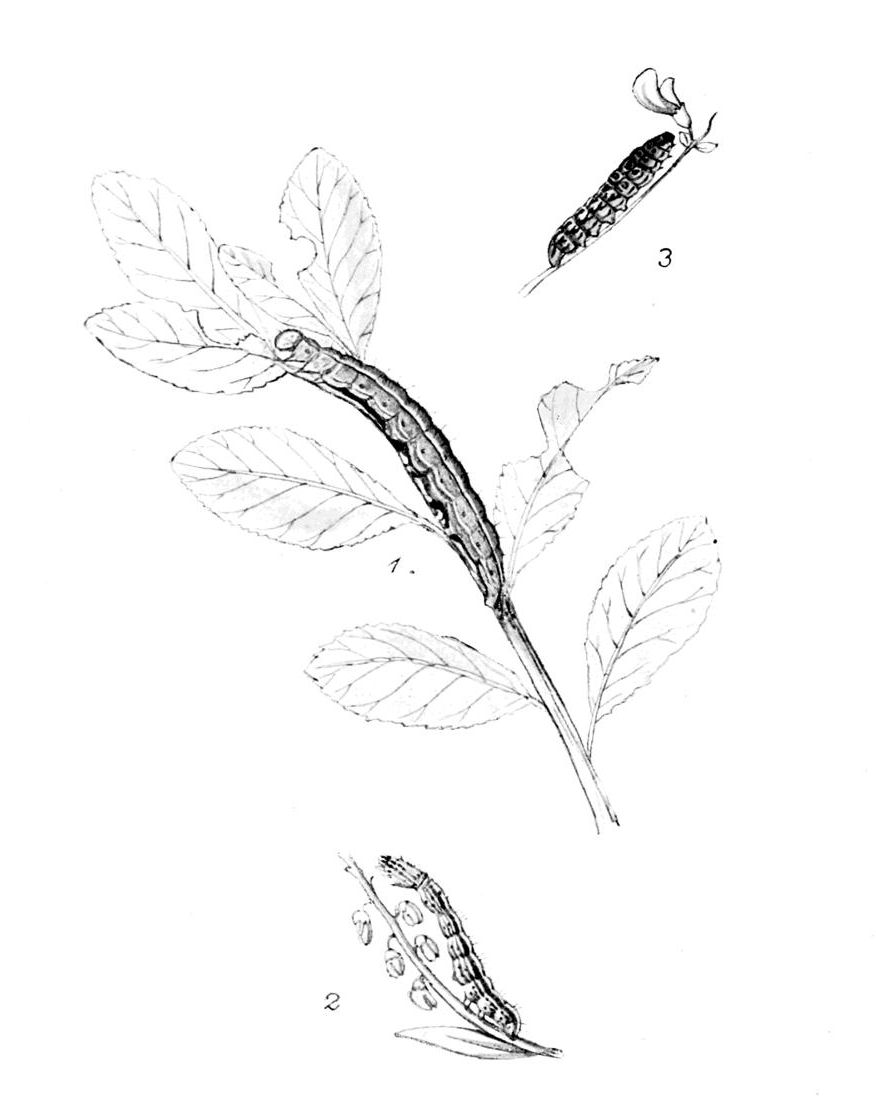